# Edward F. Moore
Pour les articles homonymes, voir Edward Moore (homonymie) et Moore.
Edward Forrest Moore (23 novembre 1925 à Baltimore, Maryland – 14 juin 2003 à Madison (Wisconsin)) est  professeur de mathématiques et d’informatique à l’université du Wisconsin-Madison. Il est l’inventeur de la machine de Moore, de l'algorithme de minimisation des automates finis qui porte son nom, et un des pionniers de la théorie des codes et de la vie artificielle.

## Biographie
Moore obtient une licence (bachelor of science B.S.) en chimie à l'institut polytechnique et Université d'État de Virginie de Blacksburg (Virginie) en 1947 et un doctorat (Ph. D.) en mathématiques à l'université Brown de Providence (Rhode Island) en 1950. Il travaille à l'université de l'Illinois à Urbana-Champaign de 1950 à 1952 et est enseignant invité (visiting lecturer) au MIT et à l'université Harvard en même temps en 1952 et 1953. Ensuite, et pour cinq ans, il travaille aux Laboratoires Bell, une période scientifiquement très productive. Ensuite, il est professeur  à l'université du Wisconsin-Madison de 1966 jusqu'à sa retraite en 1985.

## Travaux scientifiques
Il est l'un des premiers à étudier les automates finis, dans une version qu'on appelle maintenant machines de Moore. Avec Claude Shannon, il travaille sur la théorie de la calculabilité et sur le problème de construire des circuits fiables à partir de relais peu fiables. Ultérieurement, il essaie sans succès de démontrer le théorème des quatre couleurs.
Avec John R. Myhill, Moore démontre le théorème de la configuration de jardin d'Éden en caractérisant les règles d'un  automate cellulaire qui possède des configurations sans prédécesseur. C'est d'après lui que l'on nomme le voisinage  de Moore dans les automates cellulaires, qui interviennent dans le 
jeu de la vie, et il est l'un des premiers à contribuer au problème de la ligne de fusiliers (Firing squad synchronization problem (en) en anglais). 
Dans un article paru en 1956 dans le Scientific American, il propose des « fermes de vie artificielle » qui seraient des usines flottantes qui pourraient créer des copies d'elles-mêmes. « Elles pourraient être programmées pour effectuer certaines tâches, comme l'extraction d'eau douce, récupération de minéraux depuis l'eau de mer, pour un investissement qui serait relativement faible comparé au retour énorme provenant d'une croissance à terme exponentielle du nombre d'usines. »
Moore a aussi posé le problème de la détermination des graphes réguliers dont le diamètre vérifie une borne inférieure simple intervenant dans un problème donné par un arbre régulier de même degré. Ces graphes sont  appelés les graphes de Moore par (Hoffman et Singleton 1960).

## Publications (une sélection)
Machines de Turing
- Edward F. Moore, « A simplified universal Turing machine », dans Proceedings of the Association for Computing Machinery, Toronto, 1952, Washington, Sauls Lithograph Co. (for the Association for Computing Machinery), 1953 (MR 0066795), p. 50-54.

Algorithmique
- Edward F. Moore, « The shortest path through a maze », dans Proceedings Internat. Sympos. Switching Theory 1957, Part II, Cambridge, Harvard University Press, 1959 (MR 0114710), p. 285–292.

- Edward F. Moore, « The firing squad synchronization problem », dans E. F. Moore (éditeur), Sequential machines : selected papers, Reading, Addison-Wesley, coll. « Computer science and information processing », 1964, p. 213-214.

Conception de circuits
- Edward F. Moore et Claude E. Shannon, « Machine aid for switching circuit design », Proc. I. R. E., vol. 41,‎ 1953, p. 1348-1351.

- Edward F. Moore et Claude E. Shannon, « Reliable circuits using less reliable relays. I, II », J. Franklin Inst., vol. 262,‎ 1956, p. 191-208, 281-297.

- Edward F. Moore, « Minimal complete relay decoding networks », IBM J. Res. Develop., vol. 4,‎ 1960, p. 524–531.

Vie artificielle
- Edward F. Moore, « Artificial Living Plants », Scientific American, (octobre 1956), p. 118-126.

- Edward F. Moore, « Machine models of self-reproduction », dans Richard Bellman (éditeur), Mathematical Problems in the Biological Sciences, The American Mathematical Society, coll. « Proceedings of Symposia in Applied Mathematics » (no 14), 1962, 250 p. (ISBN 978-0-8218-1314-0), p. 17–33.

Théorie des automates
- Edward F. Moore, « Gedanken-experiments on sequential machines », dans Claude E. Shannon et John McCarthy (éditeurs), Automata Studies, Princeton, Princeton University Press, coll. « Annals of Mathematics Studies » (no 34), 1956, viii+285 (ISBN 978-0691079165), p. 129-153.

- Karel de Leeuw, Edward F. Moore, Claude E. Shannon et Norman Shapiro, « Computability by probabilistic machines », dans Claude E. Shannon et John McCarthy (éditeurs), Automata Studies, Princeton, Princeton University Press, coll. « Annals of Mathematics Studies » (no 34), 1956, viii+285 (ISBN 978-0691079165), p. 183-212.

Théorie des codes
- (en) Edgar N. Gilbert et Edward F. Moore, « Variable-length binary encodings », Bell System Tech. J., vol. 38,‎ 1959, p. 933-967.

## Référence
- Alan J. Hoffman et Robert R. Singleton, « Moore graphs with diameter 2 and 3 », IBM Journal of Research and Development, vol. 5, no 4,‎ 1960, p. 497–504 (DOI 10.1147/rd.45.0497, MR 0140437).